# 斯蒂芬·贾尔斯
斯蒂芬·贾尔斯（英語：Stephen Giles，1972年7月4日—），加拿大男子皮划艇运动员。他曾代表加拿大参加1992年、1996年、2000年和2004年夏季奥林匹克运动会皮划艇比赛，其中2000年奥运会获得一枚铜牌。